# Филиппов, Иван Филиппович (дипломат)
Ива́н Фили́ппович Фили́ппов (1907 — 1989) — советский журналист и дипломат. Чрезвычайный и полномочный посол.

## Биография
Окончил ИФЛИ в 1938 году, после чего работал в ТАСС. Член ВКП(б). На дипломатической работе с 1945 года.
- В 1939—1941 годах — заведующий отделением ТАСС в Берлине.
- В 1941—1944 годах — сотрудник редакции ТАСС.
- В 1944—1945 годах — заведующий сектором Совинформбюро.
- В 1945—1947 годах — сотрудник аппарата политического советника Советской военной администрации в Германии.
- В 1947—1952 годах — сотрудник центрального аппарата МИД СССР.
- В 1952—1953 годах — советник посольства СССР в Венгрии.
- В 1953—1957 годах — на ответственной работе в центральном аппарате МИД СССР.
- В 1957—1962 годах — советник посольства СССР в Финляндии.
- В 1962—1967 годах — на ответственной работе в центральном аппарате МИД СССР.
- С 21 марта 1967 по 26 августа 1969 года — чрезвычайный и полномочный посол СССР в Люксембурге[2].
- В 1969—1970 годах — на ответственной работе в центральном аппарате МИД СССР.
- С 17 сентября 1970 по 27 августа 1979 года — чрезвычайный и полномочный посол СССР в Сьерра-Леоне[3].
- В 1979—1985 годах — на ответственной работе в центральном аппарате МИД СССР.

С 1985 года — в отставке.

## Сочинения
- Записки о Третьем Рейхе.  — М.: Международные отношения, 1966.  — 256 с., 100 000 экз.